# 雜果冰
雜果冰是一種以多種水果粒調製的甜品、飲料，起源於香港。
雜果冰是起源於香港的冰室。做法是將罐頭雜果與糖漿、水及冰塊混合而成。與雜果賓治不同的是，雜果冰不會加入紅色的色素，以及雜果冰會有相對較多的冰塊，此外雜果冰一般只會使用較廉價的罐頭雜果而非新鮮水果粒。